# مجلة حوار
مجلة حوار (1962م - 1967م) مجلة ثقافية أصدرها الشاعر توفيق صايغ في بيروت ورأس تحريرها مطلع ستينات القرن العشرين, وطوال فترة إصدارها كانت تصدر مرة كل شهرين, توقفت مجلة حوار بعد خمس سنوات من صدورها. أثيرت الكثير من الشبهات حول مصدر تمويل مجلة حوار وتقول بعض تلك الأقاويل أن وكالة المخابرات الأمريكية كانت تقف وراءها, ويذكر دنيس جونسون ديفز أحد أشهر مترجمي الأدب العربي إلى اللغة الأنجليزية في مذكراته أن جون هانت مندوب منظمة مؤتمر الحرية للثقافة أخبره في أوائل الستينات انه يفكّر في إصدار مجلة ثقافية باللغة العربية، وإسناد رئاسة تحريرها إلى يوسف الخال صاحب مجلة «شعر» في بيروت، إلا أن دنيس اقترح عليه بدلا من يوسف الخال توفيق صايغ.